# International Basketball Association 1996-1997
La stagione IBA 1996-97 fu la seconda della International Basketball Association. Parteciparono 6 squadre in un unico girone.
Rispetto alla stagione precedente si aggiunsero i Magic City Snowbears, mentre i St. Cloud Rock'n Rollers si trasferirono a St. Paul, diventando i St. Paul Slam!.

## Squadre partecipanti
- Black Hills Posse
- Dakota Wizards
- Fargo-Moor. Beez
- Magic C. Snowbears
- St. Paul Slam!
- Winnipeg Cyclone

## Classifica
| Squadra              | V  | P  | %    | GB |
| -------------------- | -- | -- | ---- | -- |
| Black Hills Posse    | 26 | 4  | 86,7 | -  |
| Dakota Wizards       | 17 | 13 | 56,7 | 9  |
| Magic City Snowbears | 15 | 15 | 50,0 | 11 |
| St. Paul Slam!       | 13 | 17 | 43,3 | 13 |
| Winnipeg Cyclone     | 13 | 17 | 43,3 | 13 |
| Fargo-Moorhead Beez  | 6  | 24 | 20,0 | 20 |

## Play-off

### Semifinali
|  | Magic City Snowbears | 127 – 107 | Dakota Wizards |  |

|  | Dakota Wizards | 103 – 92 | Magic City Snowbears |  |

|  | Dakota Wizards | 127 – 92 | Magic City Snowbears |  |

|  | Black Hills Posse | 128 – 115 | St. Paul Slam! |  |

|  | Black Hills Posse | 139 – 111 | St. Paul Slam! |  |

### Finale
|  | Dakota Wizards | 110 – 104 | Black Hills Posse |  |

|  | Black Hills Posse | 120 – 101 | Dakota Wizards |  |

|  | Black Hills Posse | 107 – 102 | Dakota Wizards |  |

### Tabellone
|  | Semifinali | Semifinali  | Semifinali |        |             | Finale      | Finale | Finale |  |
|  |            |             |            |        |             |             |        |        |  |
|  | 1          | Black Hills | 2          |        |             |             |        |        |  |
|  | 1          | Black Hills | 2          |        |             |             |        |        |  |
|  | 4          | St. Paul    | 0          |        |             |             |        |        |  |
|  | 4          | St. Paul    | 0          |        | Black Hills | Black Hills | 2      |        |  |
|  |            |             |            |        | Black Hills | Black Hills | 2      |        |  |
|  |            |             | Dakota     | Dakota | 1           |             |        |        |  |
|  | 3          | Magic City  | Dakota     | Dakota | 1           | 1           |        |        |  |
|  | 3          | Magic City  |            |        |             |             |        |        |  |
|  | 2          | Dakota      | 2          |        |             |             |        |        |  |

## Vincitore
| Campione IBA 1997             |
| ----------------------------- |
| Black Hills Posse (1º titolo) |

## Statistiche
| Categoria             | Giocatore         | Squadra              | Stat |
| --------------------- | ----------------- | -------------------- | ---- |
| Punti per gara        | Dennis Edwards    | Black Hills Posse    | 33,6 |
| Rimbalzi per gara     | Mark Hutton       | Black Hills Posse    | 10,8 |
| Assist per gara       | Calvin Rayford    | Magic City Snowbears | 8,9  |
| Palle rubate per gara | Calvin Rayford    | Magic City Snowbears | 2,9  |
| Stoppate per gara     | Shane Drisdom     | Winnipeg Cyclone     | 3,0  |
| FG%                   | Keith Blankenship | Black Hills Posse    | 66,9 |
| FT%                   | Kwesi Coleman     | Winnipeg Cyclone     | 87,5 |

## Premi IBA
- IBA Most Valuable Player: Dennis Edwards, Black Hills Posse
- IBA Coach of the Year: Duane Ticknor, Black Hills Posse
- All-IBA First Team
  - Dennis Edwards, Black Hills Posse
  - Bryant Basemore, Magic City Snowbears
  - Mike Jones, Dakota Wizards
  - Chuck Evans, Black Hills Posse
  - G.J. Hunter, Black Hills Posse
- All-IBA Second Team
  - Calvin Rayford, Magic City Snowbears
  - Johnny Hilliard, St. Paul Slam!
  - Peter Patton, Dakota Wizards
  - Robert Bennett, Dakota Wizards
  - Corey Williams, Winnipeg Cyclone
- IBA Honorable Mention
  - Clarence Caesar, Fargo-Moorhead Beez
  - Larry Daniels, St. Paul Slam!
  - Willie Murdaugh, Dakota Wizards
  - Darren Sanderlin, Magic City Snowbears
  - Johnelle Stone, Magic City Snowbears
  - Mark Hutton, Black Hills Posse